# جيمس روبنسون ماكورميك
جيمس روبنسون ماكورميك (بالإنجليزية: James Robinson McCormick)‏ هو سياسي أمريكي، ولد في 1 أغسطس 1824 في آيرونديل في الولايات المتحدة، وتوفي في 19 مايو 1897 في فارمنغتون في الولايات المتحدة. حزبياً، نشط في الحزب الديمقراطي. وقد انتخب عضو مجلس ولاية ميزوري وانتخب عضو مجلس النواب الأمريكي.